# Oman
Oman (phiên âm tiếng Việt: Ô-man; tiếng Ả Rập: عمان ʻumān phát âm [ʕʊˈmaːn]), tên chính thức là Vương quốc Hồi giáo Oman (tiếng Ả Rập: سلطنة عُمان Salṭanat ʻUmān), là một quốc gia nằm trên vùng bờ biển phía đông nam của bán đảo Ả Rập ở Tây Á. Oman có vị trí chiến lược quan trọng tại cửa vịnh Ba Tư, quốc gia này có chung đường biên giới trên bộ với Các Tiểu vương quốc Ả Rập Thống nhất về phía tây bắc, Ả Rập Xê Út về phía tây và Yemen về phía tây nam, đồng thời có chung đường biên giới hàng hải với Iran và Pakistan. Bờ biển Oman được hình thành từ biển Ả Rập về phía đông nam và vịnh Oman về phía đông bắc. Các lãnh thổ tách rời Madha và Musandam bị Các Tiểu vương quốc Ả Rập bao quanh trên bộ, Musandam còn giáp với eo biển Hormuz và vịnh Oman.
Từ cuối thế kỷ XVII, Vương quốc Hồi giáo Oman là một quốc gia hùng mạnh, cạnh tranh ảnh hưởng với Bồ Đào Nha và Anh tại vịnh Ba Tư và Ấn Độ Dương. Đến khi đạt đỉnh cao trong thế kỷ XIX, Oman có ảnh hưởng hoặc kiểm soát mở rộng qua eo biển Hormuz đến Iran và Pakistan hiện nay, xa về phía nam đến Zanzibar (nay thuộc Tanzania). Sức mạnh của Oman suy yếu trong thế kỷ XX, do đó vương quốc nằm trong ảnh hưởng của Anh. Trong quá khứ, Muscat là cảng mậu dịch chính của vùng vịnh Ba Tư, và cũng nằm trong các cảng mậu dịch quan trọng nhất trên Ấn Độ Dương. Tôn giáo chính thức của Oman là Hồi giáo.
Oman là một quốc gia quân chủ chuyên chế. Sultan Qaboos bin Said Al Said là lãnh tụ thế tập của Oman từ năm 1970. Sultan Qaboos là quân chủ cai trị lâu nhất tại Trung Đông, và cũng nằm trong số các quân chủ hiện tại cai trị lâu nhất thế giới.
Oman có trữ lượng dầu mỏ khiêm tốn, xếp thứ 25 toàn cầu. Tuy thế, UNDP vào năm 2010 xếp hạng Oman là quốc gia tiến bộ nhất thế giới về phát triển trong giai đoạn 40 năm trước đó. Một phần đáng kể kinh tế Oman dựa vào du lịch và giao dịch ngư nghiệp, chà là, và một số nông sản. Điều này khiến Oman khác biệt với các nền kinh tế láng giềng vốn phần lớn dựa vào dầu mỏ. Oman được phân loại là nền kinh tế thu nhập cao và được xếp hạng 70 thế giới về Chỉ số hòa bình toàn cầu (2017).

## Lịch sử
Dereaze thuộc thành phố Ibri là khu định cư cổ nhất được biết đến trong khu vực, có niên đại từ 8.000 năm trước thuộc thời đồ đá muộn. Các di vật khảo cổ phát hiện tại đây có từ thời đồ đá và đồ đồng. Từ thế kỷ VI TCN cho đến khi Hồi giáo truyền bá đến vào thế kỷ VII CN, Oman nằm trong quyền kiểm soát và/hoặc ảnh hưởng của ba triều đại Ba Tư: Achaemenes, Parthia và Sassanid. Một vài học giả cho rằng vào thế kỷ VI TCN, triều đại Achaemenes kiểm soát ở mức độ cao đối với bán đảo Oman, có khả năng nhất là từ một trung tâm duyên hải như Sohar. Miền trung Oman có tập hợp văn hóa đồ sắt muộn riêng tại di chỉ Samad al-Shan.
Đến khoảng năm 250 TCN, đế chế Parthia kiểm soát vịnh Ba Tư, họ mở rộng ảnh hưởng xa đến Oman, tiến hành đóng quân để áp đặt kiểm soát các tuyến mậu dịch. Trong thế kỷ III CN, triều đại Sassanid kế tục Parthia và nắm giữ khu vực cho đến khi Hồi giáo nổi lên vào bốn thế kỷ sau đó. Người Oman nằm trong số các nhóm người đầu tiên tiếp xúc với và tiếp nhận Hồi giáo. Việc người Oman cải đạo thường được quy cho công của Amr ibn al-As, ông được Muhammad phái đi thực hiện viễn chinh.

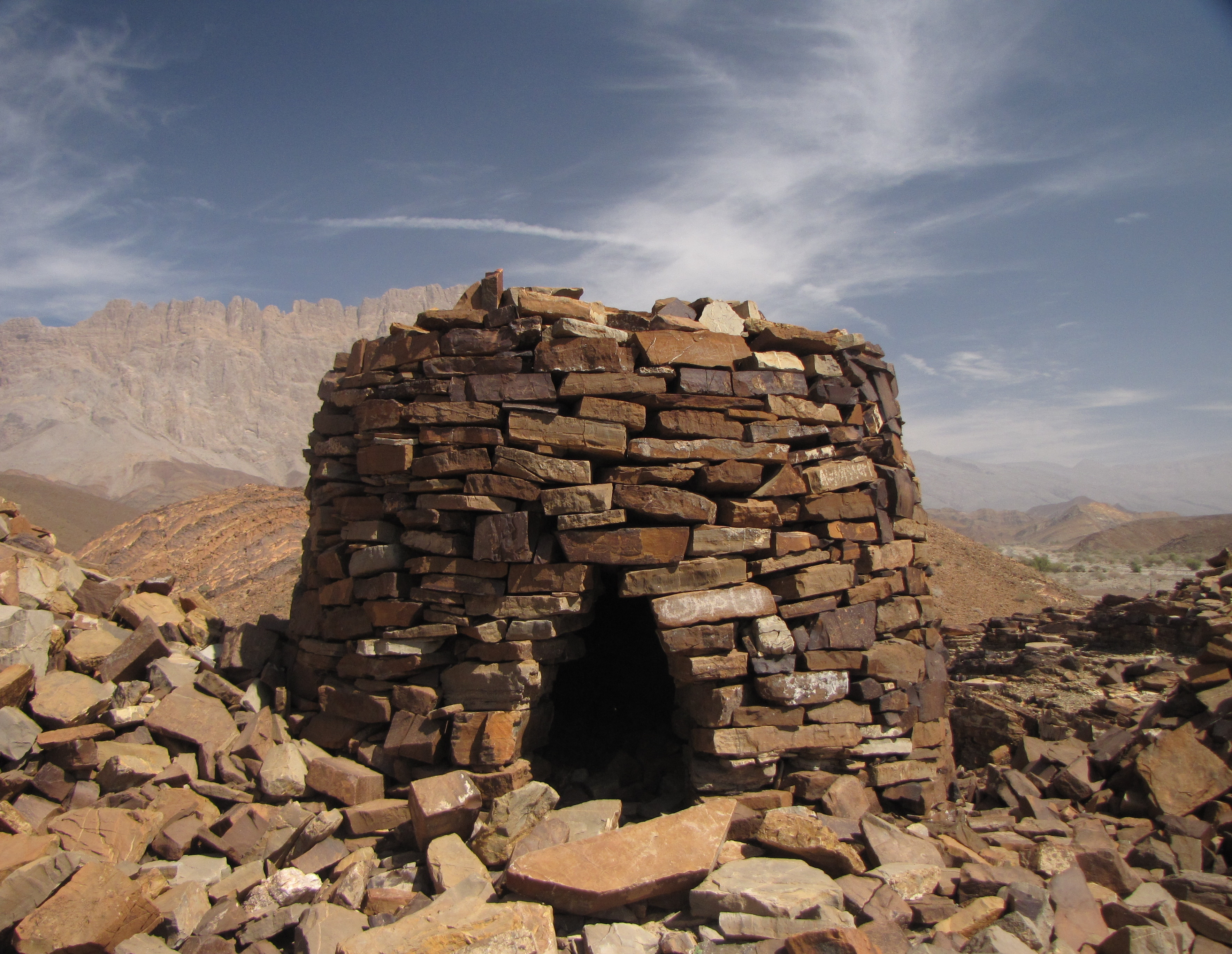
Một ngôi mộ tại Al-Ayn, là một di sản thế giới UNESCO

Sau khi Vasco da Gama vượt qua mũi Hảo Vọng đến Ấn Độ năm 1497–98, người Bồ Đào Nha đến Oman và chiếm đóng Muscat trong suốt 143 năm từ 1507 đến 1650. Do cần có một tiền đồn nhằm bảo vệ hải lộ của mình, người Bồ Đào Nha xây dựng và củng cố thành phố, và các tàn dư phong cách kiến trúc thuộc địa vẫn tồn tại đến nay. Một hạm đội của Ottoman từng chiếm Muscat vào năm 1552, trong cuộc tranh giành kiểm soát vịnh Ba Tư và Ấn Độ Dương. Người Ottoman lại chiếm được Muscat từ người Bồ Đào Nha trong giai đoạn 1581–88. Các bộ lạc khởi nghĩa Muscat cuối cùng đẩy lui được người Bồ Đào Nha, song đến năm 1741 một bộ lạc Oman đẩy lui thế lực này, khởi đầu dòng dõi sultan cai trị hiện nay. Oman từ đó được tự quản, ngoại trừ một giai đoạn ngắn bị Ba Tư xâm chiếm vào cuối thập niên 1740.
Trong thập niên 1690, Imam của Oman là Saif bin Sultan xâm nhập Bờ biển Swahili phía đông châu Phi. Họ chiếm được một pháo đài của quân Bồ Đào Nha tại Mombasa (Kenya ngày nay) vào năm 1698. Sau đó, người Oman đẩy lui người Bồ Đào Nha khỏi quần đảo Zanzibar và khỏi toàn bộ các khu vực duyên hải khác ở phía bắc từ Mozambique, cùng giúp đỡ của người Somali. Zanzibar là một tài sản có giá trị do là thị trường nô lệ chính của Bờ biển Swahili, và ngày càng trở thành một bộ phận quan trọng của Oman, đến mức Imam của Muscat là Sa'id ibn Sultan đặt cung điện chính của ông trên quần đảo vào năm 1837. Kình địch giữa hai con trai của ông được giải quyết thông qua điều giải của người Anh bằng cách một người tên là Majid kế thừa Zanzibar và nhiều khu vực và vương tộc Oman yêu sách trên Bờ biển Swahili. Người còn lại là Thuwaini kế thừa Muscat và Oman.
Năm 1783, Seyyid Sultan của Oman đánh bại quân chủ của Muscat, và được trao chủ quyền đối với Gwadar. Thành phố duyên hải này nằm trong khu vực Makran nay thuộc tây nam của Pakistan, tại cửa vịnh Oman.

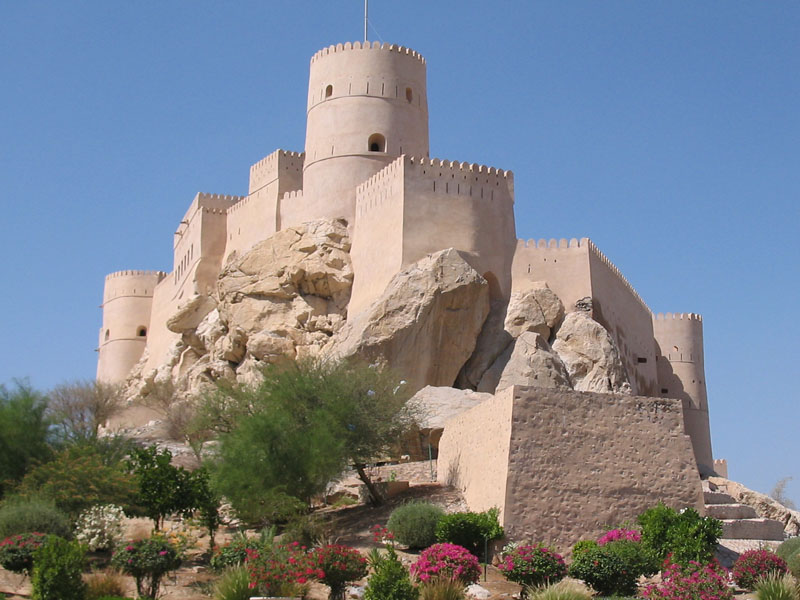
Pháo đài Nakhal tại miền bắc Oman được tái thiết vào thế kỷ XVII.

Dãy núi Al Hajar chia quốc gia làm hai khu vực riêng biệt: phần nội lục gọi là Oman, và khu vực duyên hải nằm do thủ đô Muscat chi phối. Năm 1913, quyền kiểm soát quốc gia bị phân ly, phần nội lục do các imam dòng Ibadi cai trị còn các khu vực duyên hải do sultan cai trị. Theo các điều khoản trong Hiệp định Seeb được Anh môi giới, Sultan công nhận quyền tự trị của nội lục. Sultan của Muscat sẽ chịu trách nhiệm về ngoại vụ của Oman.
Quyền cai trị của Sultan Said bin Taimur mang đặc trưng là cách tiếp cận phong kiến và biệt lập. Imam Ghalib Al Hinai được bầu làm Imam của Oman trong tháng 5 năm 1954. Quan hệ giữa Sultan Said bin Taimur của Muscat, và Imam Ghalib Al Hinai đoạn tuyệt do tranh chấp liên quan đến cấp quyền nhượng địa dầu mỏ.
Tháng 12 năm 1955, Sultan Said bin Zubair đưa quân đến chiếm các trung tâm chính của Oman, trong đó có thủ phủ Nizwa. Imam Ghalib Al Hinai và em trai là Talib bin Ali Al Hinai tiến hành kháng cự. Đến tháng 7 năm 1957, quân của Sultan dù rút lui song liên tiếp bị phục kích và chịu tổn thất nặng nề. Tuy nhiên, Sultan Said bin Taimur cuối cùng trấn áp được khởi nghĩa sau khi Anh can thiệp. Quân của Talib triệt thoái đến vùng núi Jebel Akhdar khó tiếp cận. Ngày 27 tháng 1 năm 1959, quân của sultan chiếm được núi. Ghalib, Talib và Sulaiman đào thoát sang Ả Rập Xê Út, tại đó họ thúc đẩy mục tiêu phục quốc cho đến thập niên 1970.
Năm 1955, dải duyên hải Makran gia nhập Pakistan và trở thành một phần của tỉnh Balochistan, khi đó Gwadar không nằm trong Makran. Ngày 8 tháng 9 năm 1958, Pakistan mua Gwadar từ Oman với giá 3 triệu USD.
Trữ lượng dầu mỏ được phát hiện vào năm 1964 và được khai thác vào năm 1967. Trong khởi nghĩa Dhofar bắt đầu vào năm 1965, lực lượng tả khuynh chiến đấu với quân chính phủ. Do phiến quân đe dọa lật đổ quyền cai trị của Sultan tại Dhofar, Sultan Said bin Taimur bị con trai là Qaboos bin Said hạ bệ vào năm 1970, tân vương mở rộng lực lượng vũ trang, hiện đại hóa chính quyền và tiến hành cải cách xã hội. Khởi nghĩa bị trấn áp hoàn toàn vào năm 1975 với giúp đỡ từ các lực lượng của Iran, Jordan, Pakistan và Anh.
Sau khi hạ bệ cha, Sultan Qaboos mở cửa đất nước, tiến hành cải cách kinh tế, theo chinh sách hiện đại hóa với dấu ấn là tăng chi tiêu cho y tế, giáo dục và phúc lợi. Năm 1981, Oman trở thành một thành viên sáng lập của Hội đồng Hợp tác vùng Vịnh. Các cải cách chính trị cuối cùng cũng được tiến hành. Năm 1997, Sultan Qaboos ra lệnh rằng nữ giới có thể bầu cử và ứng cử trong hội đồng cố vấn mang tên Majlis al-Shura.
Năm 2002, quyền bầu cử được mở rộng cho toàn thể công dân từ 21 tuổi trở lên, và cuộc bầu cử đầu tiên chọn Hội đồng cố vấn theo luật mới được tiến hành vào năm 2003. Năm 2004, Sultan bổ nhiệm nữ bộ trưởng đầu tiên. Mặc dù vậy, có ít thay đổi trong cơ cấu chính trị thực tế của chính phủ. Sultan tiếp tục cai trị bằng sắc lệnh. Có gần 100 người bị nghi theo chủ nghĩa Hồi giáo bị bắt giữ vào năm 2005 và 31 người bị buộc tội lật đổ. Họ cuối cùng được ân xá trong cùng năm.
Được truyền cảm hứng từ Mùa xuân Ả Rập khắp khu vực, các cuộc biểu tình cũng diễn ra tại Oman vào các tháng đầu năm 2011. Mặc dù họ không kêu gọi lật đổ chế độ, song họ yêu cầu cải cách chính trị, cải thiện điều kiện sinh hoạt, và tạo thêm việc làm. Sultan Qaboos phản ứng bằng cách cam kết tạo thêm việc làm và lợi ích. Tháng 10 năm 2011, Oman tổ chức bầu cử Hội đồng cố vấn, Sultan Qaboos cam kết trao cho cơ cấu này nhiều quyền lực hơn.

## Địa lý

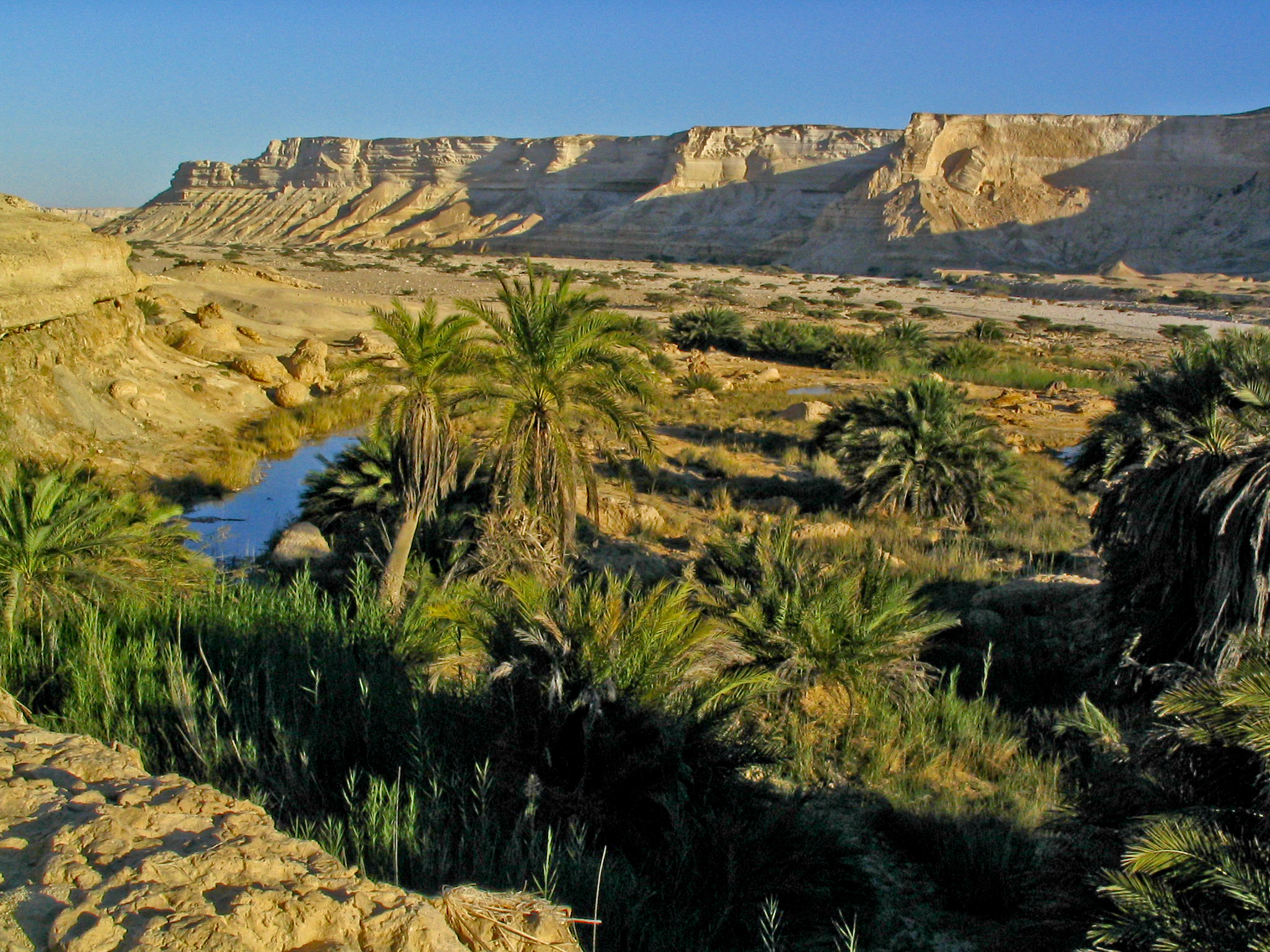
Cảnh quan hoang mạc tại Oman.

Oman nằm giữa vĩ tuyến 16° và 28° Bắc, và nằm giữa kinh tuyến 52° và 60° Đông. Một đồng bằng hoang mạc chứa sỏi rộng lớn bao phủ hầu hết miền trung Oman, còn các dãy núi chạy dọc duyên hải miền bắc (Al Hajar) và đông nam (Dhofar)/ Các thành phố chính của Oman nằm tại duyên hải: Muscat, Sohar và Sur tại miền bắc, và Salalah tại miền nam. Oman có khí hậu nóng và khô tại nội lục và ẩm dọc bờ biển. Trong các kỷ nguyên trước, Oman bị biển bao phủ, bằng chứng là lượng lớn vỏ sò hóa thạch trong các khu vực hoang mạc cách xa đường bờ biển hiện nay.
Bán đảo Musandam là một lãnh thổ tách rời của Oman qua Các Tiểu vương quốc Ả Rập Thống nhất, song có vị trí chiến lược trên eo biển Hormuz. Một loạt đô thị nhỏ được gọi chung là Dibba là cửa ngõ của bán đảo Musandam và các làng chài của Musandam bằng đường biển. Một lãnh thổ tách rời khác của Oman là Madha, nó bị Các Tiểu vương quốc Ả Rập Thống nhất bao quanh và nằm giữa khoảng cách từ bán đảo Musandam đến lãnh thổ chính của Oman, và thuộc tỉnh Musandam. Bên trong Madha lại có một lãnh thổ tách rời của Các Tiểu vương quốc Ả Rập Thống nhất mang tên Nahwa, thuộc Tiểu vương quốc Sharjah. Hoang mạc trung tâm của Oman có một nguồn thiên thạch quan trọng để nghiên cứu khoa học.
Giống như những nơi khác trong vùng vịnh Ba Tư, Oman nhìn chung có khí hậu nóng vào hàng đầu thế giới, nhiệt độ mùa hè tại Muscat và miền bắc Oman trung bình là từ 30 °C đến 40 °C. Oman có ít mưa, lượng mưa trung bình năm tại Muscat trung bình đạt 100 mm, hầu hết là vào tháng 1. Tại miền nam, dãy Dhofar gần Salalah có khí hậu giống kiểu nhiệt đới và có mưa theo mùa từ cuối tháng 6 đến cuối tháng 9 do có gió mùa từ Ấn Độ Dương, mang lại hơi ẩm mát và sương mù dày đặc. Nhiệt độ mùa hè tại Salalah dao động từ 20 °C đến 30 °C — tương đối mát so với miền bắc Oman.
Các vùng núi có nhiều mưa hơn, lượng mưa hàng năm trên phần cao của dãy Jabal Akhdar hầu như vượt 400 mm. Nhiệt độ thấp tại các vùng núi khiến tuyết rơi vài năm một lần. Một số vùng bờ biển, đặc biệt là gần đảo Masirah, đôi khi không có mưa trong vòng một năm. Khí hậu thường rất nóng, nhiệt độ đạt đỉnh khoảng 50 °C vào mùa nóng từ tháng 5 đến tháng 9.

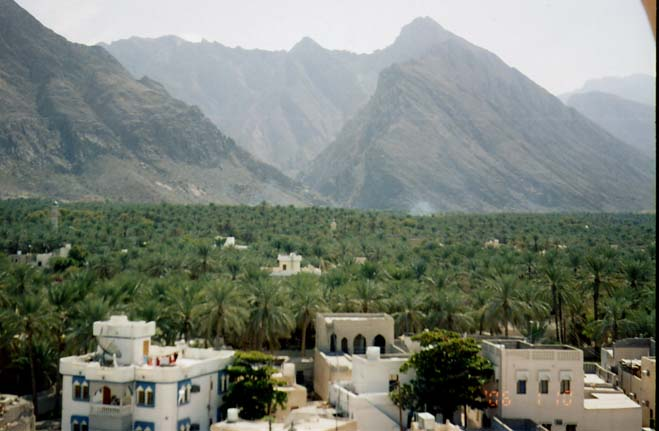
Trang trại cọ Nakhal tại vùng Batina.

Cây bụi và đồng cỏ hoang mạc có tại Oman, chúng phổ biến tại miền nam bán đảo Ả Rập, song thực vật thưa thớt tại các cao nguyên nội lục và tại đó phần lớn là các hoang mạc chứa sỏi. Mưa gió mùa nhiều nhất là tại Dhofar và các dãy núi khiến thực vật phát triển um tùm hơn vào mùa hè; dừa mọc nhiều tại các đồng bằng duyên hải của Dhofar và nhũ hương được sản xuất trên các vùng đồi, với nhiều cây trúc đào và các loài keo. Dãy Al Hajar là một vùng sinh thái riêng biệt, các điểm cao nhất tại miền đông bán đảo Ả Rập có các loài hoang dã như dê núi sừng ngắn Ả Rập.
Các loài thú bản địa gồm có báo hoa mai, linh cẩu, cáo, chó sói, thỏ, linh dương và dê. Các loài chim gồm có kền kền, đại bàng, cò, ô tác, gà gô Ả Rập, trảu, ưng và hút mật. Năm 2001, Oman có chín loài thú nguy cấp, năm loài chim nguy cấp, và 19 loài thực vật nguy cấp. Chính quyền thông qua các sắc lệnh nhằm bảo vệ loài nguy cấp như báo Ả Rập, linh dương sừng thẳng Ả Rập, linh dương núi, linh dương bướu giáp, dê núi sừng ngắn Ả Rập, đồi mồi dứa, đồi mồi, và vích. Tuy nhiên, Khu bảo tồn linh dương Ả Rập là điểm đầu tiên từng bị loại khỏi danh sách di sản thế giới UNESCO, do chính phủ quyết định giảm còn 10% diện tích trước đây nhằm thăm dò dầu mỏ. Trong những năm gần đây, Oman trở thành một trong các địa điểm thu hút mới về ngắm cá voi, nổi bật với loài cá voi lưng gù Ả Rập cực kỳ nguy cấp, quần thể cô lập nhất và duy nhất không di cư, cá nhà táng, và cá voi xanh nhỏ.
Hạn hán và lượng mưa hạn chế gây thiếu hụt nguồn cung nước cho Oman. Duy trì cung cấp đầy đủ nước cho nhu cầu nông nghiệp và gia đình là một trong các vấn đề môi trường cấp bách nhất của Oman, do nguồn nước tái tạo hạn chế. 94% lượng nước sẵn có được sử dụng trong nông nghiệp và 2% cho hoạt động công nghiệp, đa số nguồn nước lấy từ nước chôn vùi trong các vùng hoang mạc và nước suối trên các đồi núi. Nước uống có sẵn trên khắp Oman, nằm trong đường ống hoặc phân phát. Đất tại các đồng bằng duyên hải như Salalah có độ mặn cao do khai thác nước ngầm quá độ và nước biển xâm nhập. Ô nhiễm các bãi biển và khu vực duyên hải khác từ các tàu chở dầu xuất hiện khắp eo biển Hormuz và vịnh Oman cũng là một mối lo ngại dai dẳng.

## Chính trị

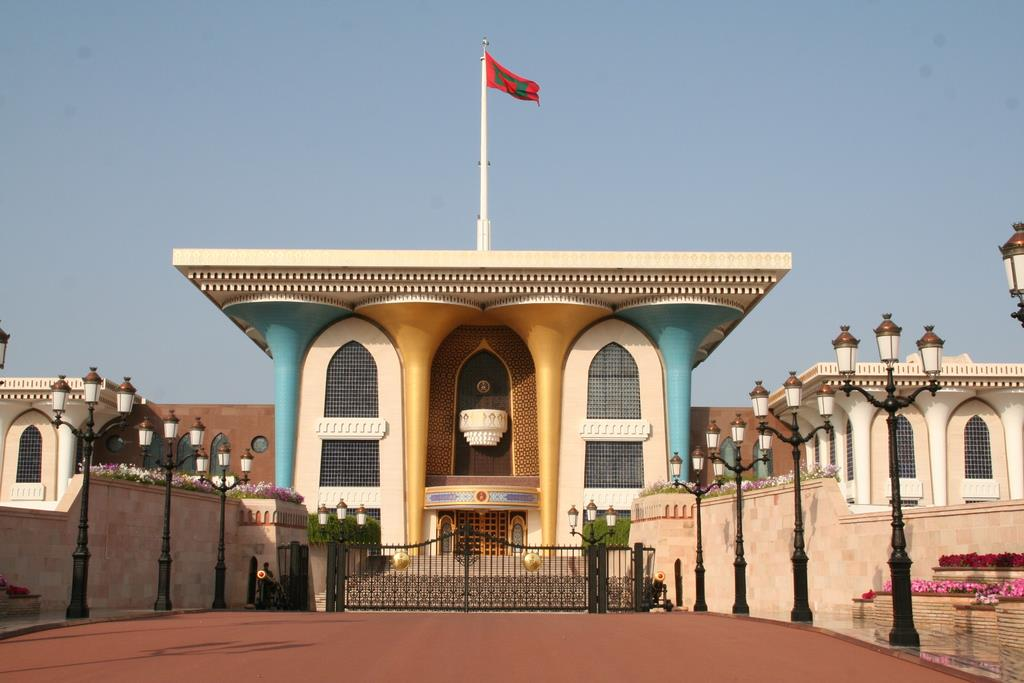
Cung điện Al Alam của Sultan.

Oman là một quốc gia quân chủ chuyên chế theo đó toàn bộ các quyền lập pháp, hành pháp và tư pháp đều nằm dưới quyền tối cao của sultan. Freedom House luôn đánh giá quốc gia này là "không tự do". Sultan Qaboos là nguyên thủ quốc gia và kiểm soát trực tiếp về ngoại giao và quốc phòng. Sultan có quyền lực chuyên chế và ban hành luật theo sắc lệnh. Sultan Qaboos là quân chủ cai trị lâu năm nhất tại Trung Đông hiện nay.
Theo hiến pháp của Oman, luật Sharia là nguồn gốc của toàn bộ pháp luật. Các ban tòa án Sharia trong hệ thống tòa án dân sự chịu trách nhiệm về các vấn đề luật gia đình như ly hôn và thừa kế. Toàn bộ pháp luật từ năm 1970 được ban hành thông qua chiếu chỉ, bao gồm cả Luật Cơ bản 1996. Sultan bổ nhiệm các thẩm phán, và có thể ban ân xá và giảm án. Việc thi hành pháp lập bị cá nhân hóa cao độ, với các hạn chế trong bảo hộ tố tụng, đặc biệt là các vụ án liên quan đến chính trị và an ninh. Quy chế Cơ bản Quốc gia được cho là nền tảng của hệ thống pháp lý Oman và nó đóng vai trò như hiến pháp. Quy chế Cơ bản được ban hành vào năm 1996 và chỉ được sửa đổi một lần trong năm 2011, nhằm đối phó với các cuộc biểu tình.

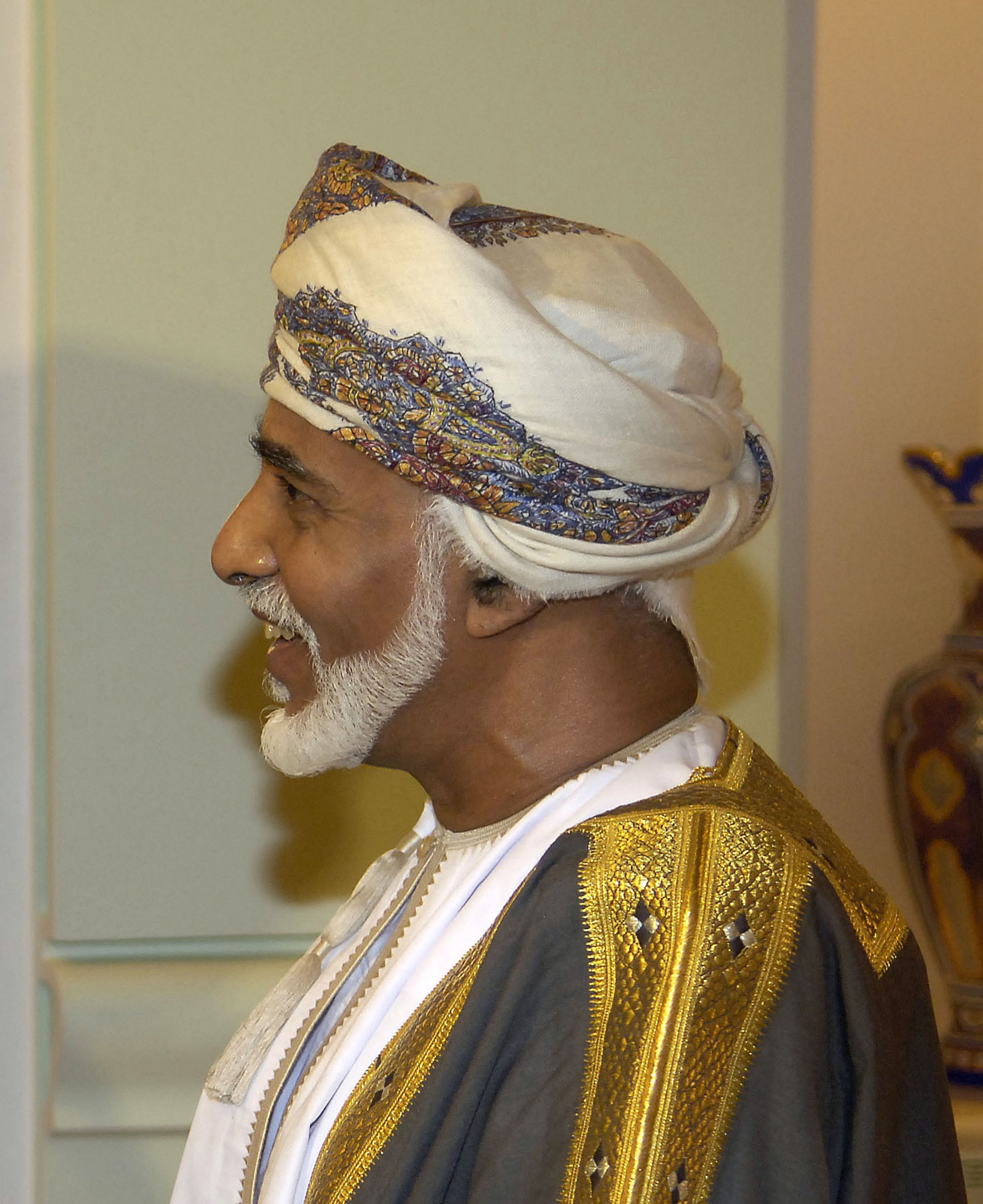
Qaboos bin Said al Said

Cơ quan lập pháp Oman là Hội đồng Oman, thượng viện là Hội đồng Quốc gia (Majlis ad-Dawlah), hạ viện là Hội đồng Tư vấn (Majlis ash-Shoura). Các chính đảng bị cấm hoạt động. Thượng viện có 71 thành viên, được Sultan bổ nhiệm trong số các công dân ưu tú, và chỉ có quyền cố vấn. Hội đồng Tư vấn gồm 85 thành viên được bầu theo hình thức phổ thông và có nhiệm kỳ bốn năm..

### Chính sách đối ngoại
Từ năm 1970, Oman theo đuổi một chính sách đối ngoại trung lập và mở rộng đáng kể quan hệ ngoại giao quốc tế. Oman là một trong số rất ít quốc gia Ả Rập duy trì quan hệ hữu nghị với Iran. WikiLeaks tiết lộ một bức điện ngoại giao của Mỹ nói rằng Oman đã giúp thủy thủ Anh bị lực lượng hải quân Iran bắt trong năm 2007. Các bức điện tương tự cũng miêu tả chính phủ Oman vì muốn duy trì mối quan hệ thân mật với Iran đã liên tục từ chối các nhà ngoại giao Mỹ yêu cầu Oman thay đổi sang một lập trường chống lại Iran.

### Quân đội
Các lực lượng quân sự của Oman có 44.100 người vào năm 2006, trong đó có 25.000 người phục trong lục quân, 4.200 thủy thủ trong hải quân, và một lực lượng không quân với 4.100 nhân viên. Hoàng gia duy trì 5.000 vệ binh, 1.000 trong lực lượng đặc biệt, 150 thủy thủ trong hạm đội du thuyền Hoàng gia, và 250 phi công và nhân viên mặt đất trong các phi đội bay Hoàng gia. Ô-man cũng duy trì một lực lượng bán quân sự khiêm tốn với 4.400 người.
Quân đội Hoàng gia Oman có 25.000 nhân viên hoạt động trong năm 2006, cộng với một đội ngũ nhỏ của lực lượng bảo vệ gia đình Hoàng gia. Mặc dù chi tiêu cho quốc phòng lớn, nhưng quân đội nước này chậm chạp trong việc hiện đại hóa lực lượng của mình. Oman có một số lượng tương đối hạn chế của xe tăng, trong đó có 6 chiếc M60A1, M60A3 có 73 chiếc, và 38 chiếc Challenger 2 là các loại xe tăng chiến đấu chủ lực, cũng như 37 xe tăng hạng nhẹ Scorpion.
Không quân Hoàng gia Oman có khoảng 4.100 người, chỉ có 36 máy bay chiến đấu và máy bay trực thăng không vũ trang. Máy bay chiến đấu bao gồm 20 chiếc Jaguar đã lỗi thời, 12 chiếc Hawk Mk 203s, 4 chiếc Hawk Mk 103s và 12 chiếc PC-9 phản lực cánh quạt với khả năng chiến đấu hạn chế. Nước này cũng còn một phi đội gồm 12 máy bay F-16C/D. Oman cũng có 4 chiếc A202-18 Bravos, và 8 chiếc MFI-17B Mushshaqs.
Hải quân Hoàng gia Oman có 4.200 người vào năm 2000, và có trụ sở tại Seeb. Nó có các căn cứ tại Ahwi, đảo Ghanam, Mussandam và Salalah. Năm 2006, Oman đã có 10 tàu chiến đấu. Chúng bao gồm hai chiếc Qahir 1.450 tấn lớp tàu hộ tống, và 8 tàu tuần tra đi biển. Hải quân Oman có một chiếc vận tải Nasr al Bahr 2.500 tấn lớp LSL (240 quân, 7 xe tăng) với một cỗ máy bay trực thăng. Oman cũng có ít nhất bốn tàu đổ bộ. Trong năm 2010, Oman dành 4.074.000.000 USD cho quân sự, tức 8,5% GDP. Theo SIPRI, Oman là quốc gia nhập khẩu vũ khí đứng thứ 23 thế giới trong giai đoạn 2012-2016.

## Hành chính

Các tỉnh của Oman từ năm 2011

Vương quốc Hồi giáo Oman được chia thành mười một tỉnh. Các tỉnh được chia lần lượt thành 60 wilayats (huyện).
- Ad Dakhiliyah
- Ad Dhahirah
- Al Batinah Bắc
- Al Batinah Nam
- Al Buraimi
- Al Wusta
- Ash Sharqiyah Bắc
- Ash Sharqiyah Nam
- Dhofar
- Muscat
- Musandam

## Nhân khẩu
Tính đến  năm 2014, dân số Oman đạt trên 4 triệu, trong đó có 2,23 triệu công dân Oman và 1,76 ngoại kiều. Tổng tỷ suất sinh vào năm 2011 ước tính là 3,70. Oman có cơ cấu dân số rất trẻ, với 43% cư dân dưới 15 tuổi. Gần 50% dân số sống tại Muscat và đồng bằng duyên hải Batinah về phía tây bắc thủ đô. Cư dân Oman chủ yếu thuộc các dân tộc Ả Rập, Baluch, Nam Á (Ấn Độ, Pakistan, Sri Lanka, Bangladesh), và gốc Phi.
Xã hội Oman phần lớn vẫn mang tính bộ lạc  và gồm ba đặc tính chính: bộ lạc, giáo phái Ibadi, và mậu dịch hàng hải. Hai đặc tính đầu gắn chặt với truyền thống và đặc biệt phổ biến tại khu vực nội lục do cô lập kéo dài. Đặc tính thứ ba chủ yếu gắn với Muscat và khu vực duyên hải của Oman, được phản chiếu qua kinh doanh, mậu dịch, và nguồn gốc đa dạng của nhiều người Oman, những người có tổ tiên từ người Baloch, Al-Lawatia, Ba Tư, và người Oman tại Zanzibar xưa kia. Do đó, đặc tính thứ ba thường được cho là cởi mở hơn và khoan dung hơn, và thường căng thẳng với các đặc tính truyền thống và cô lập hơn của khu vực nội lục.

### Tôn giáo
Tôn giáo tại Oman (2010)
Chính phủ Oman không có thống kê về liên kết tôn giáo, song hầu như toàn bộ công dân Oman là người Hồi giáo, trong đó ba phần tư theo giáo phái Ibadi, phái này rất thân cận với Hồi giáo dòng chính. Đây là biểu hiện duy nhất còn lại của nhóm Khawarij, hình thành sau một trong các cuộc ly giáo đầu tiên của Hồi giáo. Sultan là một thành viên của cộng đồng Ibadi.
Gần như toàn bộ người phi Hồi giáo tại Oman là người lao động ngoại quốc. Các cộng đồng phi Hồi giáo gồm nhiều nhóm tôn giáo như Jaina giáo, Phật giáo, Hỏa giáo, Sikh giáo, Baha'i, Ấn Độ giáo và Cơ Đốc giáo. Các cộng đồng Cơ Đốc giáo tập trung trong các khu vực đô thị chính của Muscat, Sohar, và Salalah. Họ gồm có Công giáo La Mã, Chính thống giáo Đông phương, và các phái Tin Lành, được tổ chức theo ranh giới ngôn ngữ và dân tộc.
Ngoài ra, còn có các tín đồ Ấn Độ giáo và Cơ Đốc giáo từ Ấn Độ. Muscat có hai đến thờ Ấn Độ giáo, một đền có tuổi đời trăm năm. Cộng đồng Sikh cũng đáng kể tại Oman, song không có điện thờ cố định, chỉ có các điện thờ nhỏ trong các trại tạm thời và được chính phủ công nhận. Chính phủ Ấn Độ ký kết một hiệp định vào năm 2008 với Chính phủ Oman về việc xây một điện thờ Sikh cố định song có ít tiền bộ về vấn đề này.

### Ngôn ngữ

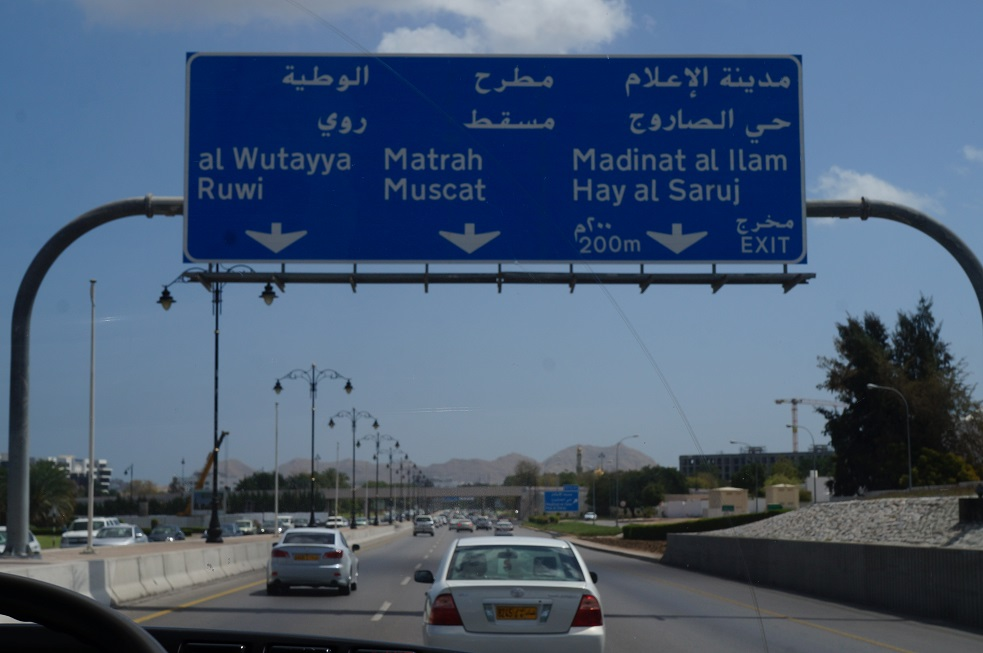
Bảng chỉ dẫn đường bộ song ngữ Ả Rập-Anh tại Oman

Tiếng Ả Rập là ngôn ngữ chính thức tại Oman, ngôn ngữ này thuộc nhánh Semit của ngữ hệ Á-Phi. Tiếng Baloch (Nam Baloch) được nói phổ biến tại Oman. Các ngôn ngữ bản địa nguy cấp tại Oman gồm có tiếng Kumzar, Bathara, Harasis, Hobyot, Jibbali và Mehri. Ngôn ngữ ký hiệu Oman là ngôn ngữ của cộng đồng khiếm thính. Oman cũng là quốc gia Ả Rập vùng Vịnh đầu tiên cho giảng dạy tiếng Đức trong vai trò là một ngôn ngữ thứ hai.
Theo CIA, ngoài tiếng Ả Rập, tiếng Anh, tiếng Baloch, tiếng Urdu và các ngôn ngữ Ấn Độ là những ngôn ngữ chính được nói tại Oman. Tiếng Anh được sử dụng phổ biến trong cộng đồng kinh doanh và được dạy trong trường học từ các lớp đầu. Tại các điểm du lịch, hầu như toàn bộ biển báo và văn kiện được trình bày bằng cả tiếng Ả Rập và tiếng Anh. Baloch là tiếng mẹ đẻ của người Baloch đến từ vùng Balochistan trải rộng tại miền tây Pakistan, miền đông Iran, và miền đông nam Afghanistan. Nó cũng được một số hậu duệ của các thủy thủ người Sindh sử dụng. Một lượng đáng kể cư dân cũng nói tiếng Urdu, do dòng di dân Pakistan trong thập niên 1980 và 1990. Ngoài ra, tiếng Swahili được nói phổ biến tại Oman do quan hệ lịch sử giữa Oman và Zanzibar.

## Kinh tế

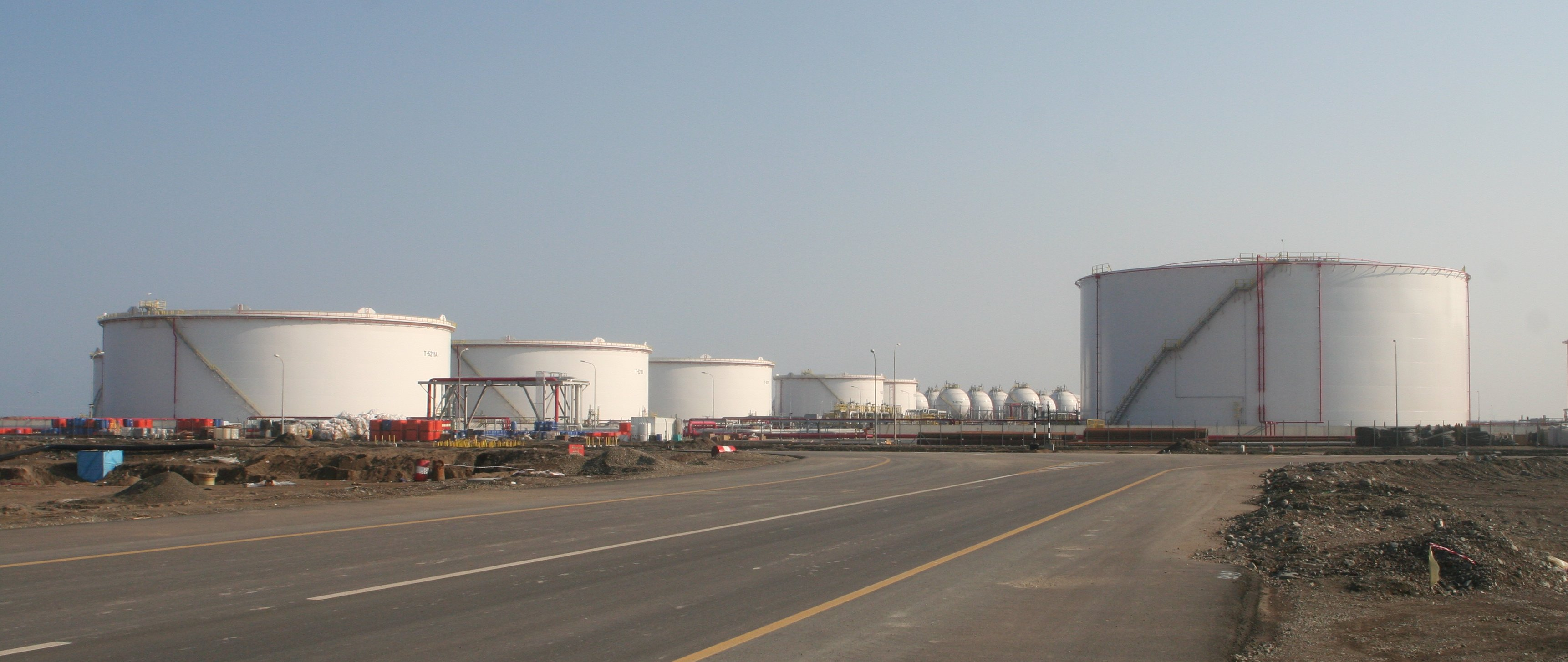
Các bể hóa dầu tại Sohar.

Về chính thức, kinh tế Oman dựa trên pháp luật và các nguyên tắc thị trường tự do. Theo các tiêu chuẩn khu vực, Oman có nền kinh tế tương đối đa dạng, song vẫn dựa vào xuất khẩu dầu. Du lịch là ngành phát triển nhanh nhất tại Oman. Các nguồn thu nhập khác từ nông nghiệp và công nghiệp đóng góp nhỏ và chỉ chiếm dưới 1% xuất khẩu, song đa dạng hóa kinh tế là một ưu tiên của chính phủ. Nông nghiệp Oman sản xuất chà là, chanh, ngũ cốc và rau, song đất canh tác chiếm dưới 1% diện tích quốc gia, nên Oman vẫn là một quốc gia nhập khẩu thực phẩm.
Từ khi giá dầu sụt giảm vào năm 1998, Oman tiến hành các dự án tích cực nhằm đa dạng hóa kinh tế, tập trung nhiều hơn vào các lĩnh vực công nghiệp khác là du lịch và hạ tầng. Metkore Alloys xây dựng một nhà máy luyện kim ferô crôm quy mô thế giới tại Oman với vốn đầu tư 80 triệu USD.
Một hiệp định mậu dịch tự do với Hoa Kỳ có hiệu lực từ năm 2009, loại trừ hàng rào thuế quan đối với toàn bộ sản phẩm tiêu dùng và công nghiệp, và cũng tạo ra bảo hộ mạnh mẽ cho doanh nghiệp ngoại quốc đầu tư tại Oman. Du lịch là một nguồn thu khác của Oman, và đang gia tăng. Một sự kiện nổi tiếng là Lễ hội Khareef được tổ chức tại Salalah, Dhofar, trong thời kỳ gió mùa (tháng 8) và tương tự Lễ hội Muscat. Đến thời gian cuối lế hội, các núi quanh Salalah nổi tiếng đối với du khách nhờ thời tiết mát mẻ và cây cỏ tươi tốt, là điều hiếm có tại những nơi khác của Oman.
Công nhân ngoại quốc tại Oman gửi khoảng 30 tỷ kiều hối mỗi năm về quê hương tại châu Á và châu Phi, hơn một nửa trong số họ nhận lương hàng tháng thấp hơn 400 USD. Các cộng đồng ngoại quốc lớn nhất đến từ các bang Kerala, Tamil Nadu, Karnataka, Maharashtra, Gujarat và Punjab của Ấn Độ, chiếm hơn một nửa toàn bộ lực lượng lao động tại Oman. Lương của các công nhân ngoại quốc được cho là thấp hơn của công dân Oman, song vẫn hơn 2-5 lần so với lương của công việc tương đương tại Ấn Độ.
Trữ lượng dầu mỏ được chứng minh của Oman là khoảng 5,5 triệu thùng, lớn thứ 25 thế giới. Đơn vị khai thác và xử lý dầu là Petroleum Development Oman (PDO), song sản lượng dầu đang suy giảm. Bộ Dầu khí chịu trách nhiệm về toàn bộ cơ sở hạ tầng và các dự án dầu khí tại Oman. Từ sau khủng hoảng năng lượng thập niên 1970, Oman tăng gấp đôi sản lượng dầu mỏ trong giai đoạn 1979-1985. Trong giai đoạn 2000-2007, sản lượng dầu mỏ giảm hơn 26%, từ 972.000 xuống 714.800 thùng mỗi ngày. Sản lượng phục hồi đến 816.000 thùng mỗi ngày vào năm 2009, và 930.000 thùng mỗi ngày vào năm 2012. Trữ lượng khí đốt tự nhiên của Oman ước tính đạt 849,5 tỷ mét khối, xếp thứ 28 thế giới, và sản lượng trong năm 2008 là 24 tỷ mét khối.
Du lịch tại Oman tăng trưởng đáng kể trong thời gian gần đây, và được dự tính trở thành một trong các ngành kinh tế lớn nhất trong nước. Oman có môi trường vào hàng đa dạng nhất tại Trung Đông, có nhiều điểm thu hút du khách và đặc biệt nổi tiếng trong du lịch văn hóa. Thủ đô capital của Oman được xếp hạng là thành phố tốt thứ nhì để tham quan trên thế giới vào năm 2012 theo Lonely Planet. Muscat cũng được chọn làm thủ đô du lịch Ả Rập năm 2012.

## Văn hóa

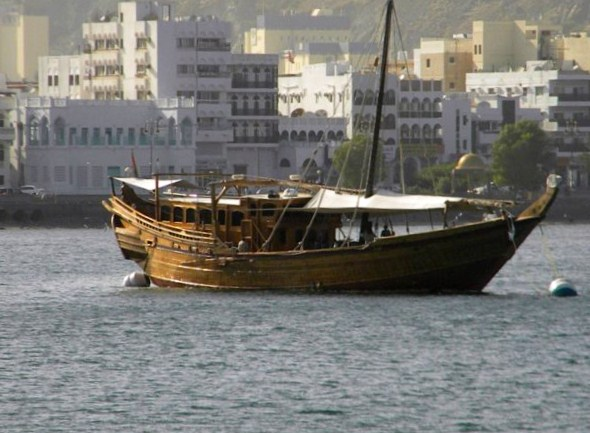
Thuyền Dhow truyền thống, một biểu trưng lâu dài của Oman.

Xét về bề ngoài, Oman chia sẻ nhiều đặc điểm văn hóa với các láng giềng Ả Rập, đặc biệt là các quốc gia trong Hội đồng Hợp tác vùng Vịnh. Tuy vậy, có các yếu tố quan trọng khiến Oman trở nên độc đáo tại Trung Đông. Điều này bắt nguồn phần nhiều từ địa lý và lịch sử cũng như từ văn hóa và kinh tế. Tính chất tương đối mới và nhân tạo của nhà nước này khiến khó khăn trong việc miêu tả một văn hóa quốc gia; tuy nhiên, tính hỗn tạp văn hóa cao trong biên giới khiến Oman khác biệt so với các quốc gia Ả Rập vùng Vịnh khác. Tính đa dạng văn hóa của Oman lớn hơn các láng giềng Ả Rập, nhờ bành trướng trong lịch sử đến Duyên hải Swahili và Ấn Độ Dương.
Oman có truyền thống đóng tàu từ xưa, do di chuyển hàng hải giữ vai trò lớn trong năng lực giúp Oman duy trì tiếp xúc với các nền văn minh của thế giới cổ đại. Sur là một trong các thành phố đóng tàu nổi tiếng nhất tại Ấn Độ Dương. Tàu Al Ghanja mất cả năm để hoàn thành, các loại tàu khác của Oman là As Sunbouq và Al Badan.

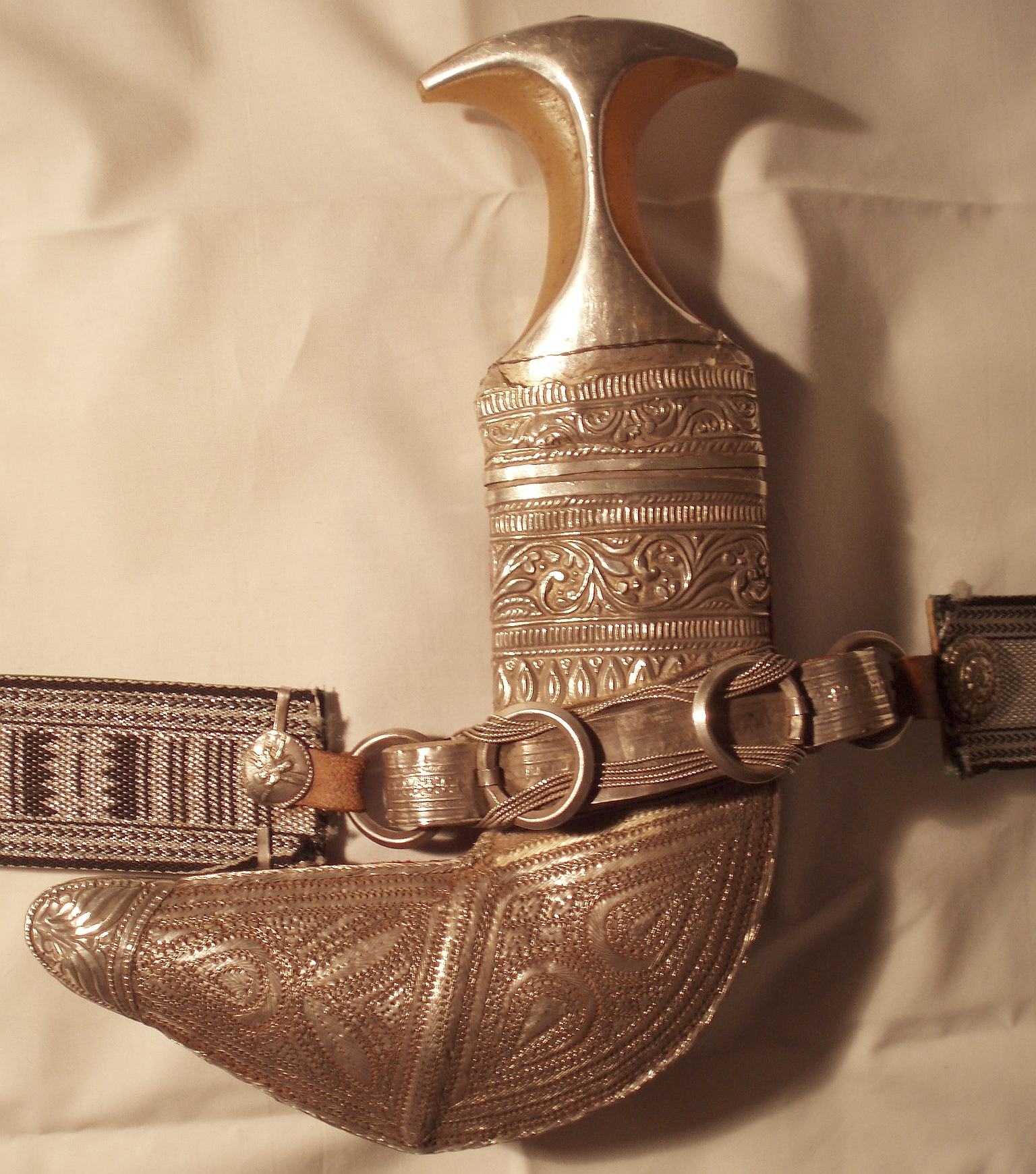
Dao găm truyền thống khanjar của Oman (khoảng 1924).

Trang phục dân tộc của nam giới tại Oman gồm có dishdasha, một chiếc áo dài đơn giản dài đến mắt cá chân và không cổ, và tay áo dài. Màu trắng là màu thường xuyên nhất của dishdasha, song cũng có thể có các màu khác. Trang trí chính của áo là một kết tua (furakha) được khâu lên đường cổ áo, có thể được ngâm dầu thơm. Bên dưới dishdasha, nam giới mặc một quần trơn, rộng bao quanh cơ thể từ eo. Khác biệt khu vực đáng chú ý nhất trong thiết kế dishdasha là phong cách thêu, thay đổi theo độ tuổi. Trong những dịp chính thức, một áo choàng màu đen hoặc be gọi là bisht có thể mặc bên ngoài dishdasha. Viền thêu trên áo choàng này thường bằng chỉ bạc hoặc vàng và có họa tiết phức tạp.
Nam giới Oman đeo hai loại khăn trùm đầu: Ghutra, một miếng len dệt hoặc vải bông hình vuông một màu, được trang trí với các kiểu hình thêu khác nhau. Kummah là một chiếc mũ đội trong những giờ thư giãn. Một số nam giới cầm một cái gậy gọi là assa, nó có thể nhằm sử dụng thực tiễn hoặc đơn giản là phụ tùng trong các sự kiện chính thức. Nam giới Oman nhìn chung đi dép quai. khanjar (dao găm) tạo thành bộ phận của trang phục dân tộc, nam giới mang theo khanjar trong mọi sự kiện và lễ hội công cộng chính thức. Theo truyền thống, nó được để ở phần thắt lưng. Bao của dạo đa dạng, có loại đơn giản và loại trang trí công phu bằng bạc hoặc vàng. Đây là một biểu trưng cho dòng dõi của nam giới, khí khái và dũng khí của họ. Hình tượng khanjar xuất hiện trên quốc kỳ.
Nữ giới Oman mặc trang phục dân tộc bắt mắt, có các biến thể khu vực khác biệt. Toàn bộ trang phục có màu sắc sinh động và đường thêu đầy khí lực và đồ trang trí. Trong quá khứ, lựa chọn màu phản ánh truyền thống bộ lạc. Trang phục truyền thống của nữ giới Oman gồm một vài loại: kandoorah là một chiếc áo dài có tay áo được trang trí bằng đường thêu tay với nhiều thiết kế. Dishdasha được mặc chung với quần rộng, bó sát ở mắt cá chân, gọi là sirwal. Nữ giới cũng mang khăn choàng trùm đầu thường gọi là lihaf. Ngày nay nữ giới hạn chế mặc trang phục truyền thống trong các dịp đặc biệt, thay vào đó họ mặc một áo choàng đen rộng gọi là abaya theo lựa chọn cá nhân, trong khi tại một số khu vực burqa vẫn còn được đeo, đặc biệt là người Bedouin. Nữ giới đeo hijab, một số người còn che mặt và tay. Sultan cấm chỉ việc che mặt tại các cơ quan công cộng.
Âm nhạc tại Oman cực kỳ đa dạng do di sản đế quốc của quốc gia này. Có trên 130 thể loại ca khúc và vũ đạo truyền thống khác nhau. Trung tâm Âm nhạc truyền thống Oman được thành lập vào năm 1984 nhằm bảo tồn chúng. Năm 1985, Sultan Qaboos thành lập Dàn nhạc giao hưởng vương thất Oman, một động thái được quy là do tình yêu của ông đối với âm nhạc cổ điển. Thay vì lôi kéo các nhạc sĩ ngoại quốc, ông quyết định thành lập một dàn nhạc gồm những người Oman. Điện ảnh Oman rất nhỏ, chỉ có một bộ phim Oman là Al-Boom (2006) tính đến năm 2007. Oman Arab Cinema Company LLC là chuỗi rạp chiếu bóng đơn lẻ lớn nhất tại Oman. Nó thuộc Jawad Sultan Group of Companies, vốn có lịch sử nhiều thập niên tại Oman.
Đài Truyền hình Vương quốc Oman bắt đầu phát sóng lần đầu tiên từ Muscat vào ngày 17 tháng 11 năm 1974 và riêng rẽ từ Salalah vào ngày 25 tháng 11 năm 1975. Ngày 1 tháng 6 năm 1979, hai đài tại Muscat và Salalah liên kết qua vệ tinh hình thành một dịch vụ phát sóng thống nhất. Nhằm khắc phục các trở ngại tự nhiên do địa hình núi non, một mạng lưới đài truyền dẫn phát sóng trải rộng khắp Oman, tại cả các vùng hẻo lánh. Oman có ít hạn chế về truyền thông độc lập nếu so với các láng giềng Ả Rập Xê Út và Yemen. Phóng viên không biên giới xếp hạng Oman thứ 125/180 về tự do báo chí năm 2016.
Ẩm thực Omani đa dạng và chịu ảnh hưởng từ nhiều nền văn hóa. Người Oman thường ăn bữa chính vào buổi trưa, trong khi bữa tối nhẹ nhàng hơn. Trong thời kỳ Ramadan, bữa tối diễn ra sau khi cầu nguyện Taraweeh, đôi khi muộn đến 11 giờ tối. Tuy nhiên, thời gian bữa tối khác biệt giữa các gia đình. Arsia là một bữa ăn lễ hội gồm có cơm nghiền và thịt. Bữa ăn lễ hội phổ biến khác là shuwa, gồm có thịt nấu kỹ (đôi khi đến 2 ngày) trong lò đất sét kín. Thịt trở nên cực mềm và ngấm gia vụ và thảo mộc trước khi nấu để tạo ra vị rất riêng biệt. Cá cũng thường là món chính, và cá vẩu là một nguyên liệu phổ biến. Mashuai là món ăn gồm cá vẩu nướng nguyên con ăn cùng cơm chanh tây. Bánh mì Rukhal mỏng và tròn, ban đầu được nướng trên lửa của lá cọ. Nó được dùng tại tất cả các bữa, thường là kèm với mật ong Oman trong bữa sáng hoặc bóp vụn trên cà ri trong bữa tối. Gà, cá và thịt cừu được sử dụng thường xuyên trong các món ăn. Halwa là món bánh ngọt tráng miệng rất nổi tiếng, về cơ bản gồm có đường thô nấu với các loại hạt. Có nhiều hương vị khác nhau, phổ biến nhất là halwa đen (nguyên bản) và halwa nghệ tây. Halwa được cho là một biểu trưng của lòng hiếu khách Oman, và theo truyền thống đi kèm với cà phê. Giống như các quốc gia Ả Rập vùng Vịnh khác, đồ uống có cồn chỉ dành cho người phi Hồi giáo, nó được bản trong nhiều khách sạn và một vài nhà hàng.
Các môn thể thao truyền thống của Oman là đua thuyền dhow, đua ngựa, đua lạc đà, đấu bò và chơi chim săn. Bóng đá, bóng rổ, lướt ván và trượt cát nằm trong số các môn thể thao nổi lên nhanh chóng và được phổ biến trong thế hệ trẻ. Oman cùng với tiểu vương quốc Fujairah của UAE là những nơi duy nhất tại Trung Đông có biến thể của đấu bò được tổ chức trong lãnh thổ. Chưa rõ về nguồn gốc môn đấu bò tại Oman, song nhiều cư dân địa phương cho rằng đó là do người Moor gốc Tây Ban Nha đưa đến, người khác cho rằng nó có liên kết với người Bồ Đào Nha, là thế lực đô hộ duyên hải Oman trong nhiều thế kỷ.